# Heteromyias
Heteromyias  (struikvliegenvangers) is een geslacht van zangvogels uit de familie Australische vliegenvangers (Petroicidae).

## Soorten
Het geslacht kent de volgende soorten:
- Heteromyias albispecularis  – Harlekijnstruikvliegenvanger
- Heteromyias armiti  – Zwartkapstruikvliegenvanger
- Heteromyias cinereifrons  – Grijskopstruikvliegenvanger